# لیبور چارفریتاگ
لیبور چارفریتاگ (انگلیسی: Libor Charfreitag؛ زادهٔ ۱۱ سپتامبر ۱۹۷۷) پرتاب‌گر چکش اهل اسلواکی بود.
وی در مسابقات کشوری و بین‌المللی در مجموع برندهٔ ۲ مدال طلا، ۱ مدال نقره، ۱ مدال برنز شده‌است.